# Olá (Panama)
Pour les articles homonymes, voir Olá.
Olá est un corregimiento situé dans le district d'Olá, province de Coclé, au Panama. En 2010, la localité comptait 1 419 habitants.

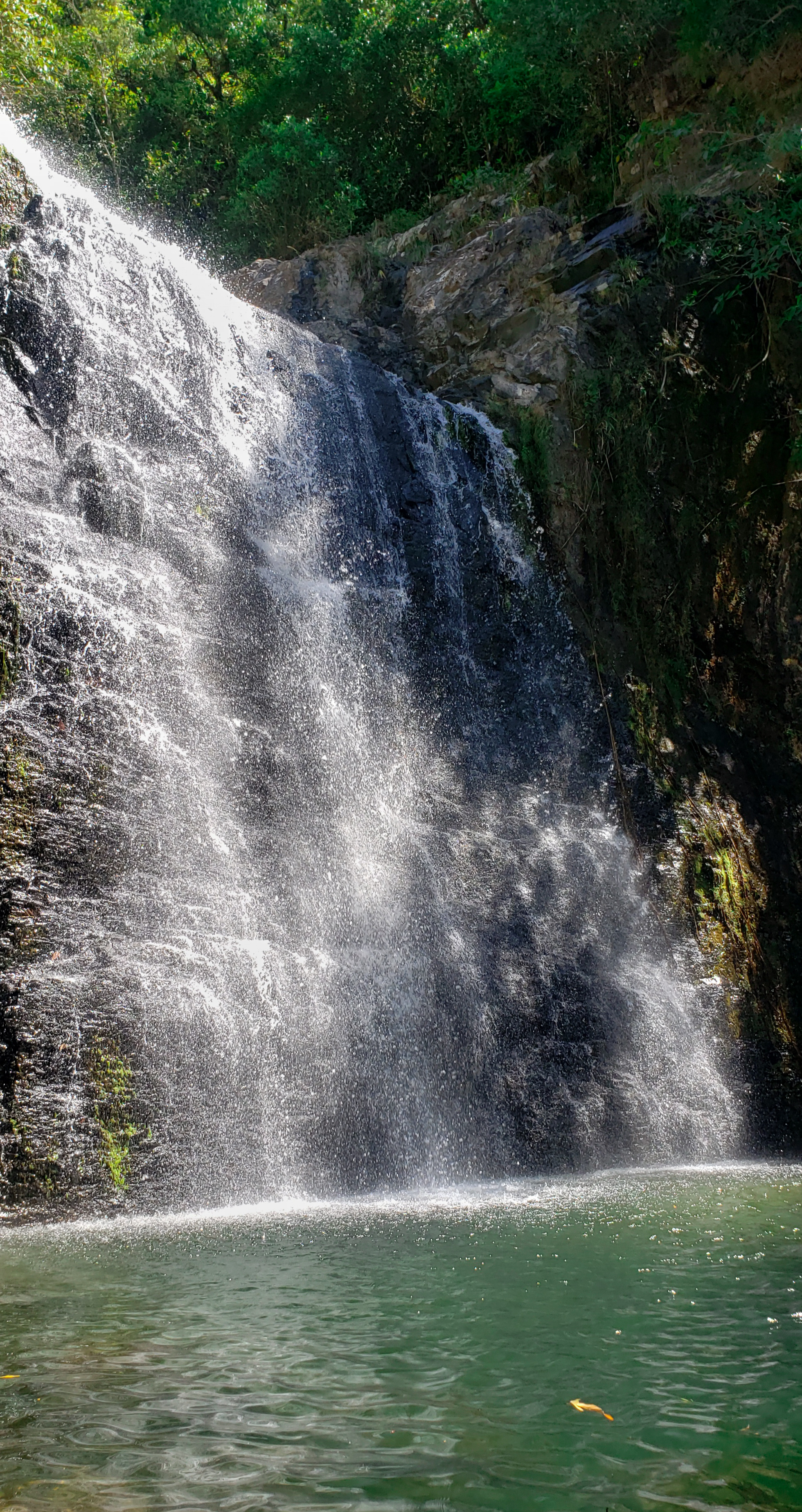
Jet Las Mesitas